# میمی برانسکو
میمی برانسکو (رومانیایی: Mimi Brănescu؛ ‏ تلفظ رومانیایی: [ˈmimi brəˈnesku]؛ زادهٔ ۳۱ مارس ۱۹۷۴) بازیگر اهل رومانی است.
از فیلم‌ها یا برنامه‌های تلویزیونی که وی در آن نقش داشته‌است، می‌توان به مرگ آقای لازارسکو، سه‌شنبه، پس از کریسمس، مسئله بچه، عیاشی و سیرانوادا اشاره کرد.